# الكسندر أرشيبالد
الكسندر أرشيبالد (بالإنجليزية: Alexander Archibald)‏ هو سياسي أمريكي، ولد في 13 ديسمبر 1869 في إدنبرة في المملكة المتحدة، وتوفي في 11 فبراير 1922 في نيوآرك في الولايات المتحدة. حزبياً، نشط في الحزب الديمقراطي.